# Ehrennadel für Verdienste im sozialistischen Bildungswesen

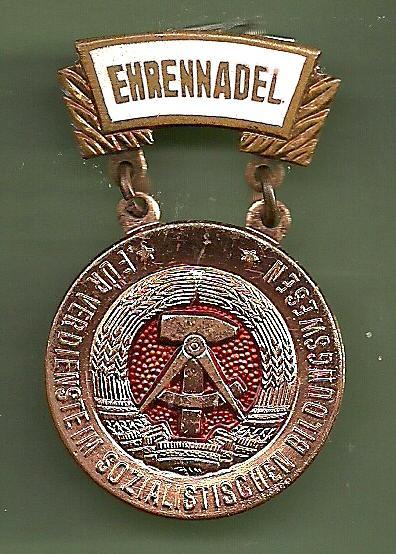
Ehrennadel der Volksbildung der DDR

Die Ehrennadel für Verdienste im sozialistischen Bildungswesen war in der Deutschen Demokratischen Republik (DDR) eine im Fachbereich des Ministeriums für Volksbildung verliehene einstufige nichtstaatliche Auszeichnung, welche am 1. Dezember 1973 gestiftet wurde. 

## Beschreibung
Die Ehrennadel für Verdienste im sozialistischen Bildungswesen war Nachfolger der Ehrennadel des Ministeriums für Volksbildung, deren Verleihung ab diesem Zeitpunkt eingestellt wurde. 
Die Verleihung der Ehrennadel konnte für besondere Leistungen in der ehrenamtlichen Tätigkeit sowie für langjährige ehrenamtliche Mitwirkung in der sozialistischen Bildung verliehen werden. Ferner auch für ehrenamtliche Tätigkeiten bei der Erziehung der Jugend. Die Verleihung selbst erfolgte durch die leitenden Organe der Volksbildungseinrichtungen in den Organen vor Ort im Auftrag des Staatssekretariats für Berufsbildung.

## Aussehen
Die Ehrennadel besteht aus einem 24 mm breiten stilisierten Schriftband mit der Aufschrift EHRENNADEL auf weißem Grund. An ihren Enden sind zwei Aufhängungen angebracht, an dessen eine 25 mm durchmessende Medaille hängt, die aus dem Staatswappen der DDR besteht. Umschlossen wird das Staatswappen von der Umschrift * FÜR VERDIENSTE IM SOZIALISTISCHEN BILDUNGSWESEN *. Je nach Hersteller und der verwendeten Materialien kann die Oberfläche der Ehrennadel bronze- bis silberfarben ausfallen. 